# Одесские рынки
В городе Одесса и рядом с ним находятся следующие известные рынки и базары:

## Продовольственные рынки

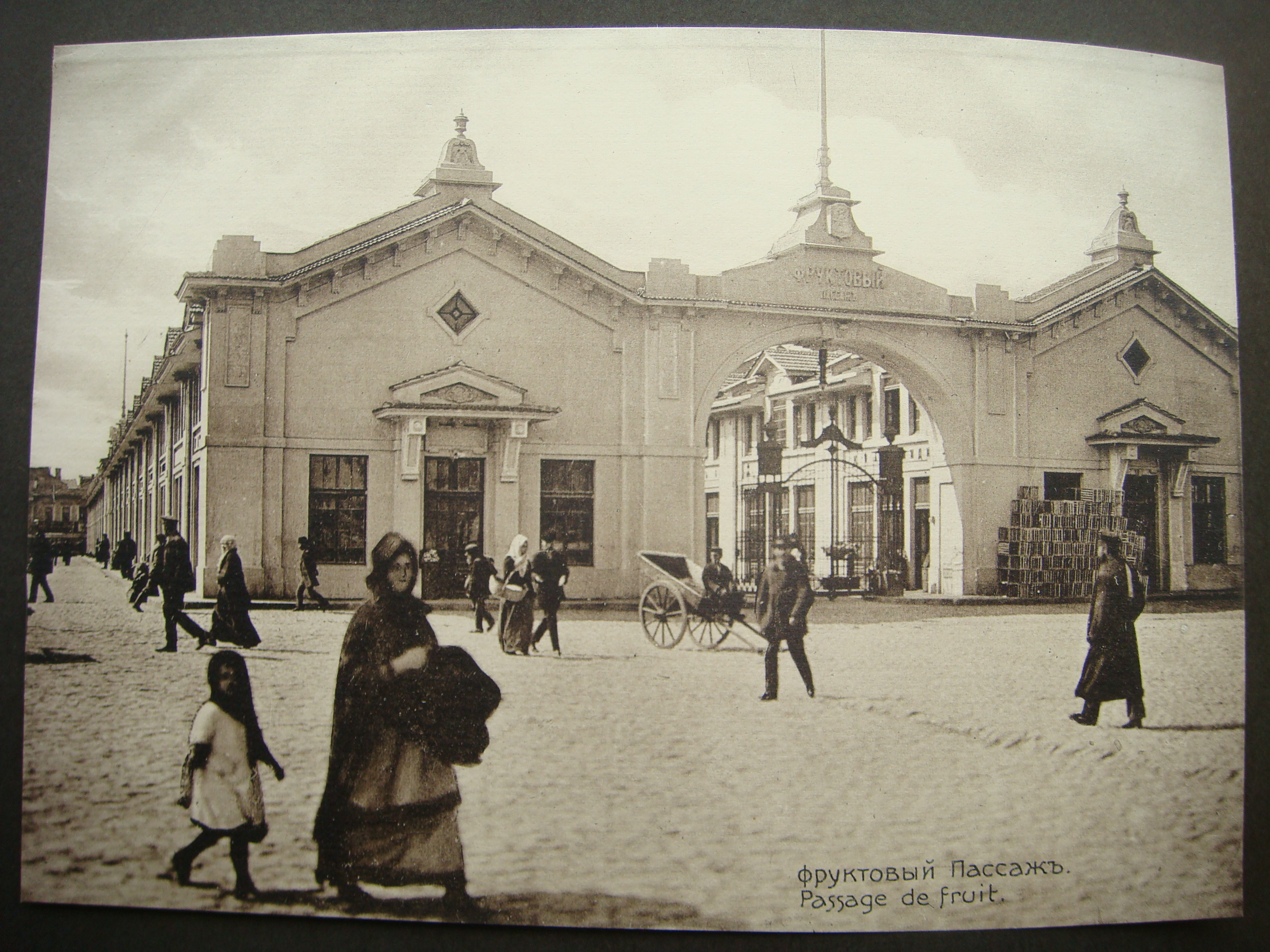
Вид на «Фруктовый пассаж» «Привоза» в начале XX века.

- Привоз — старейший действующий рынок (c 1827 года), расположенный рядом с Одесским железнодорожным вокзалом[1].
- Греческий базар — как рынок уже не существует; ныне историческая часть Одессы.

В начале XIX века на месте советской площади Мартыновского возник Греческий базар, который Эдуард Багрицкий в стихотворении «Одесса» связывает с Пушкиным:

На Греческой площади рынок шумел,
Горели над городом зори,
Дымились кофейни, и Пушкин смотрел
На свежее сизое море.

- Старый базар (уже не существует).

Там, где находится бывший советский сквер Кирова, в начале XIX века появился Старый базар на Александровском проспекте.
В 1830-х годах по проекту итальянского архитектора Торичелли Г. И. построили «торговый центр»: по диагоналям его располагались четыре павильона, в центре был просторный главный корпус с лоджиями, аркадами и башней с часами. Эта квадратная в плане башня, единственная из всего ансамбля Старого базара, благополучно пережила три войны и неожиданно разрушилась в 1958 году.
- Алексеевский базар —Образовался в XIX веке, в настоящее время уже не существует, на его месте с 2000-х годов круглая закрытая стоянка, однако сохранился каменный корпус базара, стоящий на стоянке. Расположен был на Алексеевской площади между Алексеевским сквером, улицами Степовой, Болгарской, Адмирала Лазарева, Генерала Цветаева, Заньковецкой. Архивная копия от 3 июня 2018 на Wayback Machine
- Староконный базар (Птичий рынок, Блошиный рынок) —

один из старейших действующих рынков. Организован в 1833 году под названием «Скотский базар» на окраине Одессы. Сейчас располагается в центре района Молдаванка. Были построены сквозные каменные галереи, корпуса и навесы, проведён водопровод и канализация. На рубеже 1840—1850-х годов специализированный скотопригонный рынок перемещается на «Новую Конную площадь» вблизи нынешнего Привоза. А за прежним скотским базаром закрепляется название Староконный. Известен благодаря колоритным «птичьим» и «кошачьим» рядам, а также лоткам аквариумистов. Также называется «Птичий рынок». Как утверждают постоянные покупатели, на Староконном всегда можно было купить всё, даже крокодила. C 1990-х годов по выходным дням на близлежащих вокруг рынка улицах располагаются продавцы подержанных вещей, предлагая свой товар прямо с земли. Сейчас переоформлен и в строительный, осталось только несколько «животных рядов». Есть стоянка, туалеты, места общепита.
- Новый рынок

Находится на улице Торговой.
Новый рынок является одним из самых старых рынков в Одессе. Он был основан в 1812 году. В 1840-х годах по проекту архитектора Н. С. Козлова на территории рынка возвели первые двухэтажные торговые здания с открытыми галереями. В 1896 году по проекту инженера А. Д. Тодорова построили корпуса с высокими торговыми залами и стеклянной крышей, занимающие два квартала по улице Торговой. В 1921 году корпуса крытых рынков превратили в манеж, где проводились собрания, митинги, концерты, цирковые представления.
Он пережил не один пожар, в результате одного из них сгорела и главная достопримечательность рынка — церковь. Есть стоянка, туалеты, места общепита.
- Черёмушки

Существует с конца 1970-х годов.
Основная специализация — торговля овощами, фруктами, зерновыми, мясом. Есть торговые ряды со стройматериалами.

Находится в Малиновском районе города, на улице Космонавтов. Площадь рынка 2,4 га. Есть стоянка, туалеты, места общепита.
- Северный

Существует с начала 1980-х годов.
Основная специализация — торговля овощами, фруктами, зерновыми, мясом.

Сейчас бо́льшая часть рынка — вещевой рынок, промышленные товары. Есть стройматериалы, велозапчасти.
На территории рынка есть стоянка, туалеты, места общепита.
Находится в Суворовском районе города, по улице Бочарова, между Днепропетровской дорогой и проспектом Добровольского.
- Початок

Работает с начала 2010-х годов.
Находится в Суворовском районе, улица Генерала Бочарова, 50 (пересечение улиц Генерала Бочарова — Академика Сахарова), на границе Одессы. Площадь рынка составляет 10 га. Основная специализация — оптовая торговля овощами, фруктами, зерновыми, мясом. Есть стоянка, туалеты, бары, рестораны.
- Сельский

Работает с начала 2000-х годов.
Находится в Суворовском районе, улица Генерала Бочарова угол улицы Жолио-Кюри. Рядом железнодорожная станция Одесса-Восточная. 
Основная специализация — торговля овощами, фруктами, зерновыми, мясом. Есть стоянка, туалеты, места общепита.

Ранее, в 1979—1992 годах, в одном из корпусов нынешнего рынка, располагался уютный и стильный ресторан «Хаджибей».
- Южный

Существует с начала 1980-х годов.
Основная специализация — торговля овощами, фруктами, зерновыми, мясом.

Сейчас бо́льшая часть рынка — вещевой рынок, промышленные товары, стройматериалы. Есть стоянка, туалеты, места общепита.

Рынок находится в Киевском районе города, на улице Академика Королёва.
- Оптовый рынок/Маршал

Существует с 1997 года. 
Основное направление — 
оптовая торговля продовольственными товарами. Есть стоянка, общепит, туалеты.

Находится на улице маршала Жукова.
- Киевский

Существует с 2000-х годов.
Основная специализация — торговля овощами, фруктами, зерновыми, мясом. На территории рынка есть кафе, ресторан, стоянка, туалеты.
Находится в Киевском районе, на проспекте Глушко.
- Мини-рынок Людмила

Существует с середины 1990-х годов.
Находится в Киевском районе, на проспекте Глушко.

Продовольственные, промышленные товары.

Есть места общепита, туалет.

## Промтоварные рынки
- Седьмой километр — официально называется ООО «Промтоварный рынок», современный рынок, в основном вещевой и промышленных товаров, находится на седьмом километре Овидиопольской дороги (отсюда и название).

По некоторым источникам, крупнейший рынок Европы. Официально существует с декабря 1989 года. Был первым такого рода на территории СССР и прототипом всех официально создававшихся впоследствии промрынков на постсоветском пространстве.
Есть стоянка, туалеты, места общепита.
- Малиновский, «Малина» — оба названия от названия улицы и района города) — популярный в Одессе рынок строительных материалов. Находится на улице Малиновского в квартале между улицами Ефимова и Рекордной. Ограничен улицами Маршала Малиновского, Ефимова, Маршала Бабаджаняна и жилым кварталом, выходящим на улицу Бреуса.  Существует с начала 1990-х годов. Есть стоянка, туалеты, общепит.
- Торговый город Сити-25 «25-Чапаевская» — первое название рынка «Ветеран», который существует с 1996 года, современный рынок, рынок вещевой и непродовольственных товаров, находится в Одессе на улице бывшей 25-й Чапаевской дивизии, на сегодня улица Инглези, 11.

Предприниматели рынок на местном жаргоне называют «Чапа».

По некоторым источникам, один из первых рынков, на котором обычные прилавки переросли в отдельные  магазинчики.

Официально существует с 1996 года.
Был один из первых такого рода рынков на  территории постсоветского пространства. Ещё его называют рынок  «модников» или «Модный уголок Одессы».

Состоит рынок из двенадцати улиц с необычными названиями, таких как: улица Елисейским поля, улица Монмартр, улица Бродвей и так далее. Есть стоянка, туалеты, общепит.

Рынок работает и по сегодняшний день, хотя слухи по Одессе постоянно ходят, что он закрыт.
- Котовский/Союз

Существует с конца 1993 года. Расположен в Суворовском районе, Днепропетровская дорога.

Первый вещевой, строительный, оптово-продуктовый открытый рынок  «спальных» районов Одессы «в одном флаконе» такого большого масштаба.
Изначально был единым целым. Позднее был поделён на отдельные рынки «Котовский» (вещевой) и «Союз» (стройматериалы, продукты). Владельцы у этих рынков разные. С конца 1990-х годов на обоих рынках установлены павильоны-магазины. Есть стоянка, туалеты, общепит.
После долгосрочной реконструкции в 2020 году на территории вещевого рынка впервые установили Новогоднюю ёлку и разместили ледовый каток.
- Меркурий

Существует с начала 2000-х годов.
Находится на Днепропетровской дороге, Посёлок Котовского.
Рынок стройматериалов. Есть  кафе, стоянка, туалеты.

Частично реконструирован в 2012 и 2018-2020 годах.
- Селянка

Существует с начала 2000-х годов.
Находится на улице  маршала Жукова, Таирово.

Рынок стройматериалов. Есть кафе, бар, стоянка, туалеты. Рядом «Музей одесского футбола», бювет питьевой воды.

Частично реконструирован в 2010-х и 2020-х годах.
- Восточный

Мини-рынок существует с 2001 года. Расположен в Суворовском районе, Проспект Добровольского угол улицы Академика Заболотного и улица Капитана Кузнецова. Направление: продуктовые и промышленные товары. Есть кафе, стоянка, туалеты.

Часть территории в 2010-х годов отошла под автостоянку.

## Авто-мото-велорынки
- Куяльник/Яма (автобазар)

История одесского авторынка «Куяльник», или как его ещё называют в просторечии — автобазар «Яма», берёт свое начало в 1986 году. Авторынок возник как стихийное место торговли на окраине Одессы возле Объездной дороги. Название авторынок «Куяльник» взято от названия лимана «Куяльник», возле которого и расположен авторынок. Рынок расположился на месте песчаного карьера, в результате чего и пошло название «Куяльник»—автобазар «Яма». На авторынке продают автомобили и различные автозапчасти, как новые, так и бывшие в употреблении.
- Успех

Авторынок «Успех» берёт своё начало в 1995 году. Возник как стихийное место торговли на улице Маршала Жукова и улице 25 Чапаевской дивизии. Рядом находился таксомоторный и троллейбусный парки. На авторынке  продают   различные ГСМ, автозапчасти, как новые, так и бывшие в употреблении.
Есть кафе, бар, СТО, шиномонтаж.
Рядом расположены ТЦ, автостоянка.
- Москвич

Мини-рынок «Москвич» берёт своё начало в 1995 году. Возник как стихийное место торговли на окраине Суворовского района Одессы, возле магазина «Москвич».

Расположен на углу улиц Академика Заболотного и Жолио-Кюри. Название «Москвич» взято от названия специализированного магазина «Москвич», построенного в 1982 году (ныне продовольственный магазин «Копейка»), возле которого и располагался авторынок. На авторынке продают различные ГСМ, автозапчасти, как новые, так и бывшие в употреблении.

Есть кафе, бар, СТО, шиномонтаж.
Рядом автостоянка.
- Восход (велорынок)

Основан в начале 1990-х годов, рядом с магазином «Восход», где в середине 1970-х годов был открыт специализированный магазин по продаже велосипедов, мопедов, мотоциклов и запчастей к ним.

Расположен в Одессе, район Черёмушки, улица И. Рабина, бывшая улица Якира.

## Бандитизм на одесских рынках
Одесские рынки проверяет комиссия МВД. В соответствии с приказом МВД, с целью проверки и изучения ситуации, сложившейся на рынках города, с 28 июля 2012 года в Одессе работает комиссия Министерства внутренних дел Украины